# كريكيون مغطى
كريكيون مغطى (الاسم العلمي:Corycium vestitum) هو نوع من النباتات يتبع جنس الكريكيون من الفصيلة السحلبية.